# Ignacy Kamiński
Ignacy Kamiński herbu Topór (ur. 24 stycznia 1819 w Wiśniowczyku, zm. 21 maja 1902 w Delatynie) – długoletni burmistrz Stanisławowa, poseł do Sejmu Krajowego Galicji II, III, IV i V kadencji (1867–1884) oraz do Rady Państwa.
Urodził się w Wiśniowczyku, syn Michała Kamińskiego i Katarzyny z Wierzchaczewskich. Ukończył szkołę ludową oraz gimnazjum w Buczaczu i Lwowie, następnie studia prawnicze na Uniwersytecie Franciszkańskim we Lwowie, uzyskując stopień doktora prawa. Później pracował jako prawnik w Stanisławowie. Organizował przemyt broni dla powstania styczniowego w 1863, przez co musiał w następnym roku uciekać do Szwajcarii, gdzie został sekretarzem przedstawicielstwa Rządu Narodowego. Do Stanisławowa powrócił w 1865. Od 1869 do 1889 był jego burmistrzem.
Wybrany w 1867 do Sejmu Krajowego Galicji w III kurii obwodu Stanisławów, z okręgu wyborczego Miasto Stanisławów, zasiadał w Sejmie przez cztery kadencje, do 1884. Został wybrany do Rady Państwa V i VI kadencji z kurii II – gmin miejskich z okręgu 9 (Stanisławów–Tyśmienica). W 1883 zrezygnował z mandatu z powodu stanu zdrowia i obciążenia obowiązkami burmistrza. Należał do Koła Polskiego w Wiedniu.
Pochowany na Cmentarzu Sapieżyńskim w Stanisławowie.